# Rupert Hughes
Pour les articles homonymes, voir Hughes.
Rupert Hughes est un scénariste et réalisateur américain, né à Lancaster (Missouri), le 31 janvier 1872, mort à Hollywood le 9 septembre 1956.
Il était le frère cadet de l'homme d'affaires et inventeur Howard Robard Hughes Sr., et l'oncle de l'aviateur, constructeur aéronautique, producteur et homme d'affaires milliardaire Howard Hughes.

## Biographie

### Maccarthysme
Interrogé par la commission des activités anti-américaines, il déclencha l'hilarité en prétendant pouvoir « sentir » un communiste s'il en passait un près de lui.

## Filmographie partielle

### Réalisateur
- 1922 : The Wall Flower
- 1922 : Un père (Remembrance)
- 1923 : Le Budget de Madame (Gimme)
- 1923 : Rita, la petite danseuse (Look Your Best)
- 1923 : Âmes à vendre (Souls for Sale)
- 1923 : Reno, la ville du divorce (Reno)
- 1924 : Silence sacré (True As Steel)

### Scénariste
- 1914 : His Wife and His Work d'Ulysses Davis
- 1914 : The Man That Might Have Been de William Humphrey
- 1915 : Out of the Ruins d'Ashley Miller
- 1915 : All for a Girl de Roy Applegate
- 1915 : The Bigger Man de John W.Noble
- 1915 : The Danger Signal de Walter Edwin
- 1915 : Graft de George Lessey et William Stanton
- 1915 : Excuse Me de Henry W. Savage
- 1916 : What Will People Say ? d'Alice Guy
- 1916 : Gloria's Romance de Colin Campbell et Walter Edwin
- 1916 : The Old Folks at Home de Chester Withey
- 1917 : His Mother's Boy de Victor Schertzinger
- 1918 : The Ghosts of Yesterday de Charles Miller
- 1918 : Empty Pockets de Herbert Brenon
- 1918 : We Can't Have Everything de Cecil B. DeMille
- 1918 : La Petite Vivandière (Johanna Enlists) de William Desmond Taylor
- 1919 : The Unpardonable Sin de Marshall Neilan
- 1920 : The Cup of Fury de T.Hayes Hunter
- 1920 : The Thirteenth Commandment de Robert G. Vignola
- 1920 : Scratch My Back de Sidney Olcott
- 1921 : The Old Nest de Reginald Barker
- 1921 : Tournant dangereux (Dangerous Curve Ahead) de E. Mason Hopper
- 1921 : From the Ground Up de E. Mason Hopper
- 1922 : Come on Over d'Alfred E. Green
- 1925 : Le Train de 6 heures 39 (Excuse Me) d'Alfred J. Goulding
- 1926 : Jim le harponneur (The Sea Beast) de Millard Webb (intertitres)
- 1927 : Son plus beau combat (The Patent Leather Kid) d'Alfred Santell
- 1936 : C'était inévitable (It Had to Happen) de Roy Del Ruth